# Штерненфельс
Штерненфельс (нем. Sternenfels) — община в Германии, районный центр, расположен в земле Баден-Вюртемберг. 
Подчиняется административному округу Карлсруэ. Входит в состав района Энц.  Население составляет 2775 человек (на 31 декабря 2010 года). Занимает площадь 17,32 км².

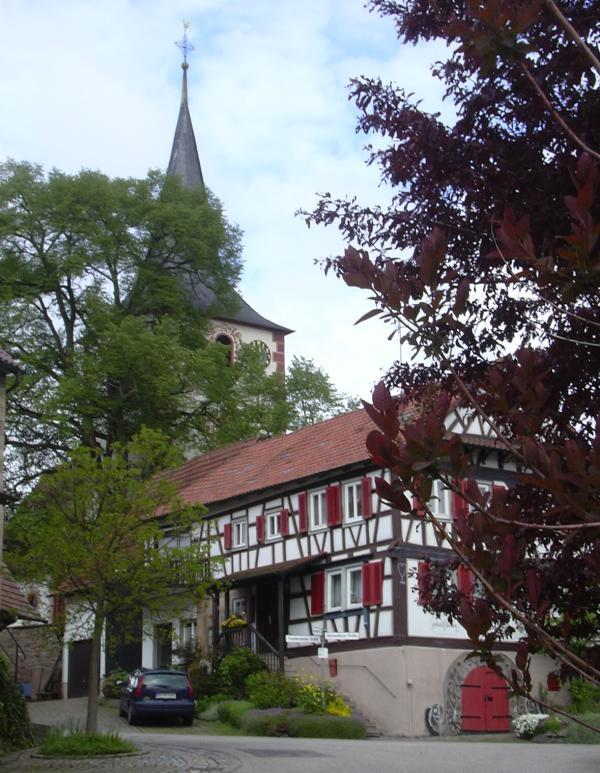
Штерненфельс

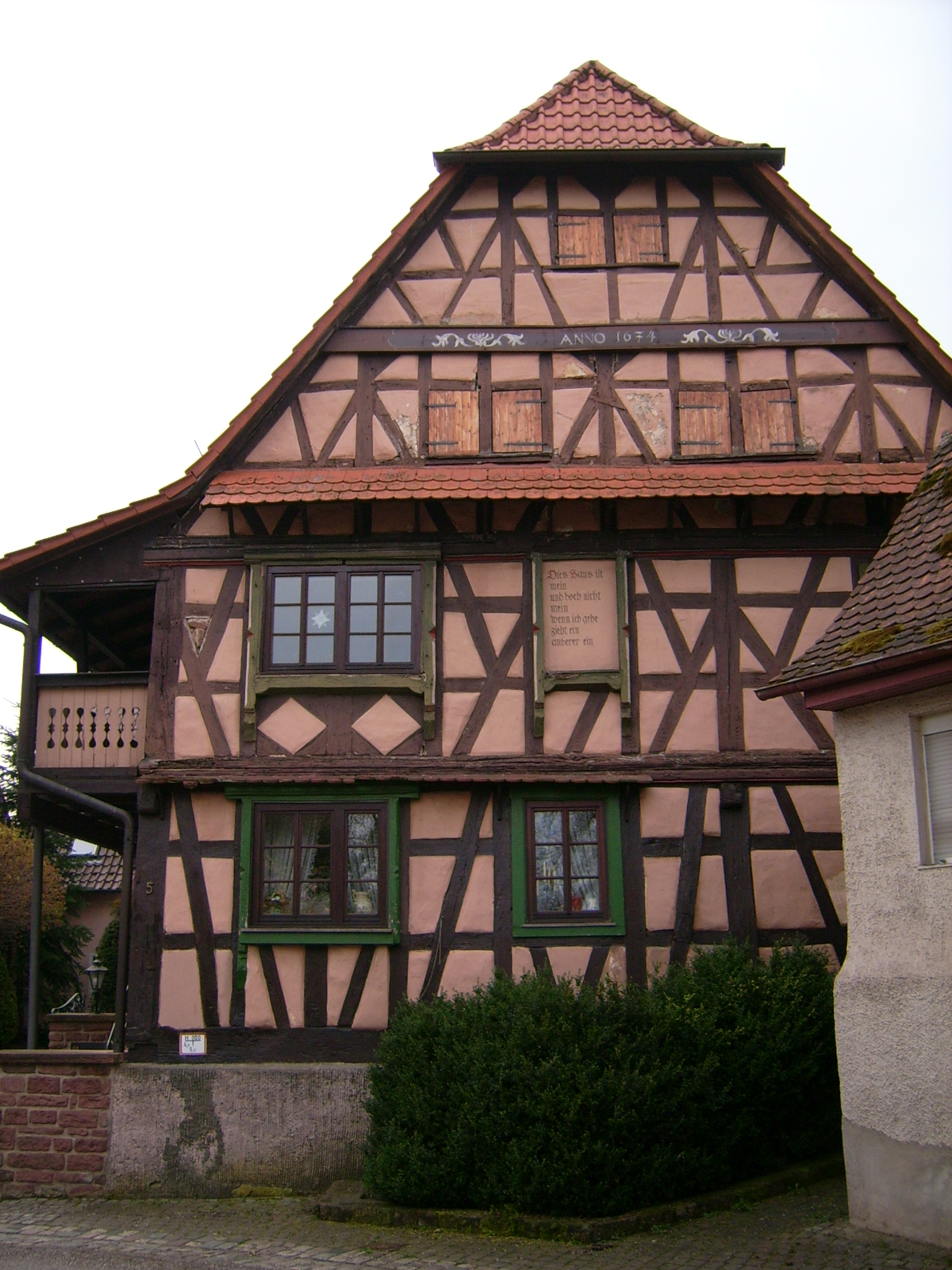
Штерненфельс